# DaxibotulinumtoxinA
DaxibotulinumtoxinA, venut amb la marca Daxxify, és un medicament utilitzat per millorar l'aparença de les arrugues que es troben entre les celles. També es pot donar per a la distonia cervical. S'administra per injecció al múscul. Els efectes poden durar fins a 6 mesos.
Els efectes secundaris comuns inclouen mal de cap, caiguda de les parpelles i problemes per moure la cara. Altres efectes secundaris poden incloure problemes per empassar o respirar. És una toxina botulínica A que inhibeix l'alliberament d'acetilcolina i és un agent bloquejador neuromuscular.
DaxibotulinumtoxinA va ser aprovat per a ús mèdic als Estats Units d'Amèrica el 2022. És un competidor comercial del Botox.